# Claudio Gora
Claudio Gora, född Emilio Giordana 27 juli 1913 i Genua, Ligurien, död 13 mars 1998 i Rom, var en italiensk skådespelare och filmregissör.

## Utmärkelser
Gora vann Nastro d'argentos regipris  1953 för Febbre di vivere.

## Filmografi i urval
- 1953 – Febbre di vivere (manus och regi)
- 1958 – Kosackernas uppror (roll)
- 1959 – Mördare utan alibi (roll)
- 1960 – Vägen tillbaka (roll)
- 1961 – Una vita difficile (roll)
- 1962 – Lyxraggaren (roll)
- 1968 – Diabolik ger ingen nåd (roll)
- 1968 – Il medico della mutua (roll)
- 1971 – De dödsdömda (roll)
- 1971 – Polisen mot maffian (roll)
- 1975 – De måste dömas (roll)
- 1975 – En åklagares död (roll)
- 1977 – La belva col mitra (roll)
- 1980 – Ökenlejonet (roll)